# 아서 튜더

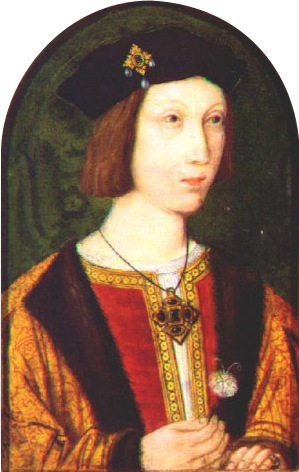
아서 튜더

아서 튜더(Arthur Tudor, 1486년 9월 20일 ~ 1502년 4월 2일)는 잉글랜드의 왕족으로, 잉글랜드 국왕 헨리 7세와 요크의 엘리자베스 사이에서 태어난 장남이다. 동생들로는 헨리 8세, 스코틀랜드 왕비 마거릿 튜더, 프랑스 왕비 메리 튜더 등이 있다. 아서는 1489년 가톨릭 왕 부부로 유명한 페르난도 2세와 이사벨 1세의 넷째딸 캐서린과 약혼했다. 1501년이 되어서야 비로소 두 사람은 웨스트민스터 사원에서 결혼식을 올렸고 이듬해인 1502년, 평소 병약했던 아서는 감기(또는 결핵)에 걸려 4월 2일 세상을 떠났다. 캐서린은 아서의 동생이자 여섯 살 연하의 헨리 8세와 재혼했다.